# 바이어스트라스 준비 정리
수학에서 바이어스트라스 준비 정리(영어: Weierstrass preparation theorem)는 주어진 점 {\displaystyle P}에서 복소 다변수 해석 함수를 처리하는 방법이다. 그러한 함수는 {\displaystyle P} 에서 0이 아닌 함수에 의한 곱셈까지, 하나의 고정 변수 z 에서 다항식이며, 이는 일계수 다항식이고 그의 계수가 낮은 항의 계수는 나머지 변수에서 해석 함수이고 {\displaystyle P}에서 0이다.
또한 일부 환 {\displaystyle R}에서 {\displaystyle u\cdot w}로 분해의 아이디어를 확장하는 정리의 여러 변형이 있다. 여기서 {\displaystyle u}는 단원이고 {\displaystyle w}는 일종의 고유한 바이어스트라스 다항식이다. 카를 지겔은 19세기 말 일부 Traités d'analyse 에서 정당한 이유 없이 현재 이름으로 발생했다고 말하면서 바이어스트라스에 대한 정리의 속성에 대해 이의를 제기했다.

## 복소 해석 함수
하나의 변수에 대해 0에 가까운 해석 함수 {\displaystyle f(z)}의 국소 형식은 {\displaystyle z^{k}h(z)}이다. 여기서 {\displaystyle h(0)}는 0이 아니며 {\displaystyle k}는 0에서 f 의 0의 차수이다. 이것은 준비 정리가 일반화되는 결과이다. 첫 번째라고 가정할 수 있는 변수 z 하나를 선택하고 복소 변수를 {\displaystyle (z,z_{2},\dots ,z_{n})}으로 쓴다. 바이어스트라스 다항식 {\displaystyle W(z)}는 다음과 같다.
{\displaystyle z^{k}+g_{k-1}z^{k-1}+\dots +g_{0}}
여기서 {\displaystyle g_{i}(z_{2},\dots ,z_{n})}는 해석적이고 {\displaystyle g_{i}(0,\dots ,0)=0}이다.
그런 다음 정리는 해석 함수 f 에 대해 다음과 같이 말한다.
{\displaystyle f(0,\dots ,0)=0}
그리고
{\displaystyle f(z,z_{2},\dots ,z_{n})}
멱급수에는 {\displaystyle z}만 포함하는 항이 있으므로 (국소적으로 {\displaystyle (0,\dots ,0)} 근처)라고 쓸 수 있다.
{\displaystyle f(z,z_{2},\dots ,z_{n})=W(z)h(z,z_{2},\dots ,z_{n})}
{\displaystyle h(0,\dots ,0)\neq 0}이며, {\displaystyle W}는 바이어스트라스 다항식이다.
이는 {\displaystyle (0,\dots ,0)}에 가까운 {\displaystyle f}의 근들의 집합이 {\displaystyle z_{2},\dots ,z_{n}}의 작은 값을 고정한 다음 방정식 {\displaystyle W(z)=0}를 풀면 찾을 수 있다는 즉각적인 결과를 가져온다. {\displaystyle z}의 해당 값은 {\displaystyle z}에서 {\displaystyle W}의 차수와 같은 수로 연속적으로 변화하는 여러 분기들을 형성한다. 특히 {\displaystyle f}는 고립된 근을 가질 수 없다.

### 나눗셈 정리
관련 결과는 {\displaystyle f,g}가 해석 함수이고 {\displaystyle g}가 {\displaystyle N}차 바이어스트라스 다항식이면 {\displaystyle f=gh+j}를 만족하는 고유한 쌍 {\displaystyle h}와 {\displaystyle j} 가 존재한다는 바이어스트라스 분할 정리이다. 여기서 {\displaystyle j}는 {\displaystyle N}보다 작은 차수의 다항식이다. 사실, 많은 저자들이 나눗셈 정리의 귀결로서 바이어스트라스 준비를 증명한다. 두 정리가 동치라서 준비 정리에서 나눗셈 정리를 증명하는 것도 가능하다.

### 응용
바이어스트라스 준비 정리는 {\displaystyle n} 변수에서 해석 함수들의 싹들의 환이 뤼케르트 기저 정리라고도 하는 뇌터 환임을 보여주기 위해 사용할 수 있다.

## 매끄러운 함수
말그랑주 준비 정리라고 하는 베르나르 말그랑주로 인해 매끄러운 함수에 대한 더 깊은 준비 정리 가 있다. 또한 존 매더의 이름을 따서 명명된 관련 나눗셈 정리가 있다.

## 완비 국소 환의 형식 멱급수
완비 국소 환 {\displaystyle A}에 대한 형식적 멱급수 환에 대해 바이어스트라스 준비 정리라고도 부르는 비슷한 결과가 있다. 모든 멱급수 {\displaystyle f=\sum _{n=0}^{\infty }a_{n}t^{n}\in A[[t]]}에 대해 {\displaystyle a_{n}}들 중 {\displaystyle A}의 극대 이데알 {\displaystyle {\mathfrak {m}}}에 있지 않는 것이 존재하고, {\displaystyle A[[t]]}의 유일한 단원 u가 있다. 그리고 {\displaystyle b_{i}\in {\mathfrak {m}}}인 {\displaystyle F=t^{s}+b_{s-1}t^{s-1}+\dots +b_{0}} 형식의 다음과 같은 다항식 {\displaystyle F}(소위 고유 다항식)이 존재한다:
{\displaystyle f=uF.}
{\displaystyle A[[t]]}는 다시 완비 국소 환이므로 결과를 반복할 수 있다. 따라서 다변수에서 형식적 멱급수에 대해 비슷한 분해 결과를 제공한다.
예를 들어 이것은 p-진 체의 정수 환에 적용된다. 이 경우 정리는 멱급수 {\displaystyle f(z)}가 항상 {\displaystyle \pi ^{n}u(z)p(z)}로 유일하게 분해될 수 있다고 한다. 여기서 {\displaystyle u(z)}는 형식적 멱급수 환의 단원이고, {\displaystyle p(z)}는 고유 다항식 (모닉, 극대 이데알에서 각각의 비선두 항의 계수를 가짐)이고 {\displaystyle \pi }는 고정된 균일자이다.
환 {\displaystyle \mathbf {Z} _{p}[[t]]}에 대한 바이어스트라스 준비 및 분할 정리의 적용(이와사와 대수라고도 함)은 이와사와 이론에서 이 환에 대해 유한하게 생성된 가군을 설명할 때 발생한다.
바이어스트라스 분할 및 준비의 비가환 버전이 존재하며, {\displaystyle A}는 반드시 가환 환일 필요는 없으며 형식적 멱급수 대신에 형식 스큐 멱급수를 사용한다.

## 테이트 대수
완비 비 아르키메데스 체 {\displaystyle \mathbb {k} }에 대한테이트 대수를 위한 바이어스트라스 준비 정리도 있다:
{\displaystyle T_{n}(k)=\left\{\sum _{\nu _{1},\dots ,\nu _{n}\geq 0}a_{\nu _{1},\dots ,\nu _{n}}X_{1}^{\nu _{1}}\cdots X_{n}^{\nu _{n}},|a_{\nu _{1},\dots ,\nu _{n}}|\to 0{\text{ for }}\nu _{1}+\dots +\nu _{n}\to \infty \right\}}
이 대수는 강체 기하학의 기본적 구성 요소이다. 이 형태의 바이어스트라스 준비 정리는 은 환 {\displaystyle T_{n}(\mathbb {k} )}들이 뇌터이라는 사실에 적용된다.

## 같이 보기
- 오카 정리